# Bactrocera quaterna
Bactrocera quaterna är en tvåvingeart som först beskrevs av Wang 1988.  Bactrocera quaterna ingår i släktet Bactrocera och familjen borrflugor. Inga underarter finns listade.